# Campionati europei di skeleton
I Campionati europei di skeleton sono una competizione annuale organizzata dalla Federazione Internazionale di Bob e Skeleton (IBSF) in cui si assegnano i titoli europei nelle discipline dello skeleton. Dal 1988 si svolge all'interno di una tappa di Coppa del Mondo con la modalità gara nella gara e dal 2005 in contemporanea con i campionati europei di bob e nella stessa località. 
La prima edizione è stata organizzata nel 1981 e prevedeva soltanto la gara del singolo maschile; a partire dal 2003 è stata introdotta anche la gara del singolo femminile.

## Albo d'oro

### Singolo donne
| Anno | Luogo                | Oro                             | Argento                      | Bronzo                                        |
| ---- | -------------------- | ------------------------------- | ---------------------------- | --------------------------------------------- |
| 2003 | Sankt Moritz         | Monique Riekewald Germania      | Diana Sartor Germania        | Tanja Morel Svizzera                          |
| 2004 | Altenberg            | Diana Sartor Germania           | Kerstin Jürgens Germania     | Steffi Jacob Germania                         |
| 2005 | Altenberg            | Kerstin Jürgens Germania        | Maya Pedersen Svizzera       | Diana Sartor Germania                         |
| 2006 | Sankt Moritz         | Maya Pedersen Svizzera          | Shelley Rudman Gran Bretagna | Tanja Morel Svizzera                          |
| 2007 | Schönau am Königssee | Anja Huber Germania             | Maya Pedersen Svizzera       | Monika Wołowiec Polonia                       |
| 2008 | Cesana Torinese      | Anja Huber Germania             | Svetlana Trunova Russia      | Kerstin Jürgens Germania                      |
| 2009 | Sankt Moritz         | Shelley Rudman Gran Bretagna    | Marion Trott Germania        | Maya Pedersen Svizzera                        |
| 2010 | Igls                 | Anja Huber Germania             | Kerstin Szymkowiak Germania  | Shelley Rudman Gran Bretagna                  |
| 2011 | Winterberg           | Shelley Rudman Gran Bretagna    | Anja Huber Germania          | Amy Williams Gran Bretagna                    |
| 2012 | Altenberg            | Anja Huber Germania             | Katharina Heinz Germania     | Shelley Rudman Gran Bretagna                  |
| 2013 | Igls                 | Elena Nikitina Russia           | Marija Orlova Russia         | Janine Flock Austria                          |
| 2014 | Schönau am Königssee | Janine Flock Austria            | Shelley Rudman Gran Bretagna | Anja Huber Germania e Sophia Griebel Germania |
| 2015 | Igls                 | Elizabeth Yarnold Gran Bretagna | Janine Flock Austria         | Rose McGrandle Gran Bretagna                  |
| 2016 | Sankt Moritz         | Janine Flock Austria            | Tina Hermann Germania        | Marina Gilardoni Svizzera                     |
| 2017 | Winterberg           | Jacqueline Lölling Germania     | Janine Flock Austria         | Tina Hermann Germania                         |
| 2018 | Igls                 | Elena Nikitina Russia           | Jacqueline Lölling Germania  | Janine Flock Austria                          |
| 2019 | Innsbruck            | Janine Flock Austria            | Elena Nikitina Russia        | Jacqueline Lölling Germania                   |
| 2020 | Sigulda              | Elena Nikitina Russia           | Marina Gilardoni Svizzera    | Janine Flock Austria                          |
| 2021 | Winterberg           | Elena Nikitina Russia           | Tina Hermann Germania        | Janine Flock Austria                          |
| 2022 | Sankt Moritz         | Kimberley Bos Paesi Bassi       | Janine Flock Austria         | Valentina Margaglio Italia                    |
| 2023 | Altenberg            | Tina Hermann Germania           | Janine Flock Austria         | Susanne Kreher Germania                       |

### Singolo uomini
| Anno | Luogo                | Oro                                              | Argento                       | Bronzo                        |
| ---- | -------------------- | ------------------------------------------------ | ----------------------------- | ----------------------------- |
| 1981 | Igls                 | Gert Elsässer Austria                            | Christian Mark Austria        | Antonio Morelli Italia        |
| 1982 | Schönau am Königssee | Gert Elsässer Austria                            | Franz Kleber Germania Ovest   | Maurizio David Italia         |
| 1983 | Igls                 | Alain Wicki Svizzera                             | Gert Elsässer Austria         | Nico Baracchi Svizzera        |
| 1984 | Winterberg           | Nico Baracchi Svizzera                           | Andi Schmid Austria           | Fred Martini Austria          |
| 1985 | Sarajevo             | Nico Baracchi Svizzera                           | Andi Schmid Austria           | Urs Vescoli Svizzera          |
| 1986 | Sankt Moritz         | Nico Baracchi Svizzera                           | Andi Schmid Austria           | Erich Graf Svizzera           |
| 1987 | Sarajevo             | Andi Schmid Austria                              | Christian Auer Austria        | Alain Wicki Svizzera          |
| 1988 | Winterberg           | Alain Wicki Svizzera                             | Andi Schmid Austria           | Franz Plangger Austria        |
| 2003 | Sankt Moritz         | Walter Stern Austria                             | Gregor Stähli Svizzera        | Florian Grassl Germania       |
| 2004 | Altenberg            | Kristan Bromley Gran Bretagna                    | Gregor Stähli Svizzera        | Frank Kleber Germania         |
| 2005 | Altenberg            | Kristan Bromley Gran Bretagna                    | Frank Kleber Germania         | Matthias Biedermann Germania  |
| 2006 | Sankt Moritz         | Gregor Stähli Svizzera                           | Frank Rommel Germania         | Markus Penz Austria           |
| 2007 | Schönau am Königssee | Aleksandr Tret'jakov Russia                      | Markus Penz Austria           | Tomass Dukurs Lettonia        |
| 2008 | Cesana Torinese      | Kristan Bromley Gran Bretagna                    | Sebastian Haupt Germania      | Adam Pengilly Gran Bretagna   |
| 2009 | Sankt Moritz         | Frank Rommel Germania                            | Kristan Bromley Gran Bretagna | Gregor Stähli Svizzera        |
| 2010 | Igls                 | Martins Dukurs Lettonia                          | Frank Rommel Germania         | Aleksandr Tret'jakov Russia   |
| 2011 | Winterberg           | Martins Dukurs Lettonia                          | Sergej Čudinov Russia         | Aleksandr Tret'jakov Russia   |
| 2012 | Altenberg            | Martins Dukurs Lettonia                          | Tomass Dukurs Lettonia        | Alexander Kröckel Germania    |
| 2013 | Igls                 | Martins Dukurs Lettonia                          | Aleksandr Tret'jakov Russia   | Tomass Dukurs Lettonia        |
| 2014 | Schönau am Königssee | Martins Dukurs Lettonia                          | Tomass Dukurs Lettonia        | Frank Rommel Germania         |
| 2015 | La Plagne            | Martins Dukurs Lettonia                          | Aleksandr Tret'jakov Russia   | Tomass Dukurs Lettonia        |
| 2016 | Sankt Moritz         | Martins Dukurs Lettonia e Tomass Dukurs Lettonia | non assegnato                 | Nikita Tregubov Russia        |
| 2017 | Winterberg           | Martins Dukurs Lettonia                          | Tomass Dukurs Lettonia        | Aleksandr Tret'jakov Russia   |
| 2018 | Igls                 | Martins Dukurs Lettonia                          | Nikita Tregubov Russia        | Axel Jungk Germania           |
| 2019 | Innsbruck            | Martins Dukurs Lettonia                          | Axel Jungk Germania           | Aleksandr Tret'jakov Russia   |
| 2020 | Sigulda              | Martins Dukurs Lettonia                          | Tomass Dukurs Lettonia        | Felix Keisinger Germania      |
| 2021 | Winterberg           | Aleksandr Tret'jakov Russia                      | Martins Dukurs Lettonia       | Alexander Gassner Germania    |
| 2022 | Sankt Moritz         | Martins Dukurs Lettonia                          | Alexander Gassner Germania    | Christopher Grotheer Germania |
| 2023 | Altenberg            | Matt Weston Gran Bretagna                        | Christopher Grotheer Germania | Axel Jungk Germania           |

## Medagliere
Aggiornato all'edizione 2023.

### Totale
| Pos.   | Nazione        | Oro | Argento | Bronzo | Totale |
| ------ | -------------- | --- | ------- | ------ | ------ |
| 1      | Lettonia       | 13  | 5       | 3      | 21     |
| 2      | Germania       | 10  | 16      | 18     | 44     |
| 3      | Austria        | 7   | 12      | 7      | 26     |
| 4      | Svizzera       | 7   | 5       | 9      | 21     |
| 5      | Russia         | 6   | 7       | 5      | 18     |
| 6      | Gran Bretagna  | 7   | 3       | 5      | 15     |
| 7      | Germania Ovest | 0   | 1       | 0      | 1      |
| 8      | Italia         | 0   | 0       | 3      | 3      |
| 9      | Polonia        | 0   | 0       | 1      | 1      |
| Totale | Totale         | 51  | 49      | 51     | 151    |

### Singolo donne
| Pos.   | Nazione       | Oro | Argento | Bronzo | Totale |
| ------ | ------------- | --- | ------- | ------ | ------ |
| 1      | Germania      | 9   | 9       | 8      | 26     |
| 2      | Russia        | 4   | 3       | 0      | 7      |
| 3      | Austria       | 3   | 4       | 4      | 11     |
| 4      | Gran Bretagna | 3   | 2       | 4      | 9      |
| 5      | Svizzera      | 1   | 3       | 4      | 8      |
| 7      | Paesi Bassi   | 1   | 0       | 0      | 1      |
| 6      | Italia        | 0   | 0       | 1      | 1      |
| 6      | Polonia       | 0   | 0       | 1      | 1      |
| Totale | Totale        | 21  | 21      | 22     | 64     |

### Singolo uomini
| Pos.   | Nazione        | Oro | Argento | Bronzo | Totale |
| ------ | -------------- | --- | ------- | ------ | ------ |
| 1      | Lettonia       | 13  | 5       | 3      | 21     |
| 2      | Svizzera       | 6   | 2       | 5      | 13     |
| 3      | Austria        | 4   | 8       | 3      | 15     |
| 4      | Gran Bretagna  | 4   | 1       | 1      | 6      |
| 5      | Russia         | 2   | 4       | 5      | 11     |
| 6      | Germania       | 1   | 7       | 10     | 18     |
| 7      | Germania Ovest | 0   | 1       | 0      | 1      |
| 8      | Italia         | 0   | 0       | 2      | 2      |
| Totale | Totale         | 30  | 28      | 29     | 87     |

## Statistiche e record

### Titoli vinti
Nella seguente classifica generale sono indicate tutte le atlete e tutti gli atleti che hanno vinto almeno due titoli, ordinate/i per numero di vittorie. Le graduatorie sono aggiornate all'edizione 2022. In grassetto le atlete e gli atleti ancora in attività.
| Pos. | Atleta               | Nazione       | Nº titoli | Edizioni vinte                                                          |
| ---- | -------------------- | ------------- | --------- | ----------------------------------------------------------------------- |
| 1    | Martins Dukurs       | Lettonia      | 12        | 2010, 2011, 2012, 2013, 2014, 2015, 2016, 2017, 2018, 2019, 2020 e 2022 |
| 2    | Anja Huber           | Germania      | 4         | 2007, 2008, 2010 e 2012                                                 |
| 2    | Elena Nikitina       | Russia        | 4         | 2013, 2018, 2020 e 2021                                                 |
| 4    | Nico Baracchi        | Svizzera      | 3         | 1984, 1985 e 1986                                                       |
| 4    | Kristan Bromley      | Gran Bretagna | 3         | 2004, 2005 e 2008                                                       |
| 4    | Janine Flock         | Austria       | 3         | 2014, 2016 e 2019                                                       |
| 7    | Gert Elsässer        | Austria       | 2         | 1981 e 1982                                                             |
| 7    | Shelley Rudman       | Gran Bretagna | 2         | 2009 e 2011                                                             |
| 7    | Aleksandr Tret'jakov | Russia        | 2         | 2007 e 2021                                                             |
| 7    | Alain Wicki          | Svizzera      | 2         | 1983 e 1988                                                             |

#### Singolo femminile
Nella seguente classifica sono indicate tutte le atlete che hanno vinto almeno due titoli nel singolo femminile, ordinate per numero di vittorie. Le graduatorie sono aggiornate all'edizione 2022. In grassetto le atlete ancora in attività.
| Pos. | Atleta         | Nazione       | Nº titoli | Edizioni vinte          |
| ---- | -------------- | ------------- | --------- | ----------------------- |
| 1    | Anja Huber     | Germania      | 4         | 2007, 2008, 2010 e 2012 |
| 1    | Elena Nikitina | Russia        | 4         | 2013, 2018, 2020 e 2021 |
| 3    | Janine Flock   | Austria       | 3         | 2014, 2016 e 2019       |
| 4    | Shelley Rudman | Gran Bretagna | 2         | 2009 e 2011             |

#### Singolo maschile
Nella seguente classifica sono indicate tutte le atlete che hanno vinto almeno due titoli nel singolo maschile, ordinati per numero di vittorie. Le graduatorie sono aggiornate all'edizione 2021. In grassetto gli atleti ancora in attività.
| Pos. | Atleta               | Nazione       | Nº titoli | Edizioni vinte                                                          |
| ---- | -------------------- | ------------- | --------- | ----------------------------------------------------------------------- |
| 1    | Martins Dukurs       | Lettonia      | 12        | 2010, 2011, 2012, 2013, 2014, 2015, 2016, 2017, 2018, 2019, 2020 e 2022 |
| 2    | Nico Baracchi        | Svizzera      | 3         | 1984, 1985 e 1986                                                       |
| 2    | Kristan Bromley      | Gran Bretagna | 3         | 2004, 2005 e 2008                                                       |
| 4    | Gert Elsässer        | Austria       | 2         | 1981 e 1982                                                             |
| 4    | Aleksandr Tret'jakov | Russia        | 2         | 2007 e 2021                                                             |
| 4    | Alain Wicki          | Svizzera      | 2         | 1983 e 1988                                                             |

### Medaglie conquistate
Nella seguente classifica generale sono indicate tutte le atlete e tutti gli atleti che hanno vinto almeno quattro medaglie, ordinate per numero e per tipologia (con precedenza agli ori, poi agli argenti e infine ai bronzi). Le graduatorie sono aggiornate all'edizione 2022. In grassetto le atlete e gli atleti ancora in attività.
| Pos. | Atleta                     | Nazione       | Totale | Oro | Argento | Bronzo | Prima medaglia | Ultima medaglia |
| ---- | -------------------------- | ------------- | ------ | --- | ------- | ------ | -------------- | --------------- |
| 1    | Martins Dukurs             | Lettonia      | 13     | 12  | 1       | -      | 2010 (O)       | 2022 (O)        |
| 2    | Janine Flock               | Austria       | 10     | 3   | 3       | 4      | 2013 (B)       | 2022 (A)        |
| 3    | Aleksandr Tret'jakov       | Russia        | 8      | 2   | 2       | 4      | 2007 (O)       | 2021 (O)        |
| 4    | Tomass Dukurs              | Lettonia      | 8      | 1   | 4       | 3      | 2007 (B)       | 2020 (A)        |
| 5    | Anja Huber                 | Germania      | 6      | 4   | 1       | 1      | 2007 (O)       | 2014 (B)        |
| 6    | Shelley Rudman             | Gran Bretagna | 6      | 2   | 2       | 2      | 2006 (A)       | 2014 (A)        |
| 7    | Elena Nikitina             | Russia        | 5      | 4   | 1       | -      | 2013 (O)       | 2021 (O)        |
| 8    | Andi Schmid                | Austria       | 5      | 1   | 4       | -      | 1984 (A)       | 1988 (A)        |
| 9    | Kristan Bromley            | Gran Bretagna | 4      | 3   | 1       | -      | 2004 (O)       | 2009 (A)        |
| 10   | Nico Baracchi              | Svizzera      | 4      | 3   | -       | 1      | 1983 (B)       | 1986 (O)        |
| 11   | Maya Pedersen              | Svizzera      | 4      | 1   | 2       | 1      | 2005 (A)       | 2009 (B)        |
| 11   | Frank Rommel               | Germania      | 4      | 1   | 2       | 1      | 2006 (A)       | 2014 (B)        |
| 11   | Kerstin Jürgens/Szymkowiak | Germania      | 4      | 1   | 2       | 1      | 2004 (A)       | 2010 (A)        |
| 11   | Gregor Stähli              | Svizzera      | 4      | 1   | 2       | 1      | 2003 (A)       | 2009 (B)        |

#### Singolo femminile
Nella seguente classifica sono indicate tutte le atlete che hanno vinto almeno tre medaglie, ordinate per numero e per tipologia (con precedenza agli ori, poi agli argenti e infine ai bronzi). Le graduatorie sono aggiornate all'edizione 2022. In grassetto le atlete ancora in attività.
| Pos. | Atleta                     | Nazione       | Totale | Oro | Argento | Bronzo | Prima medaglia | Ultima medaglia |
| ---- | -------------------------- | ------------- | ------ | --- | ------- | ------ | -------------- | --------------- |
| 1    | Janine Flock               | Austria       | 10     | 3   | 3       | 4      | 2013 (B)       | 2022 (A)        |
| 2    | Anja Huber                 | Germania      | 6      | 4   | 1       | 1      | 2007 (O)       | 2014 (B)        |
| 3    | Shelley Rudman             | Gran Bretagna | 6      | 2   | 2       | 2      | 2006 (A)       | 2014 (A)        |
| 4    | Elena Nikitina             | Russia        | 5      | 4   | 1       | -      | 2013 (O)       | 2021 (O)        |
| 5    | Maya Pedersen              | Svizzera      | 4      | 1   | 2       | 1      | 2005 (A)       | 2009 (B)        |
| 5    | Kerstin Jürgens/Szymkowiak | Germania      | 4      | 1   | 2       | 1      | 2004 (A)       | 2010 (A)        |
| 7    | Jacqueline Lölling         | Germania      | 3      | 1   | 1       | 1      | 2017 (O)       | 2019 (B)        |
| 7    | Diana Sartor               | Germania      | 3      | 1   | 1       | 1      | 2003 (A)       | 2005 (B)        |
| 9    | Tina Hermann               | Germania      | 3      | -   | 2       | 1      | 2016 (A)       | 2021 (A)        |

#### Singolo maschile
Nella seguente classifica generale sono indicate tutti gli atleti che hanno vinto almeno tre medaglie, ordinate per numero e per tipologia (con precedenza agli ori, poi agli argenti e infine ai bronzi). Le graduatorie sono aggiornate all'edizione 2022. In grassetto gli atleti ancora in attività.
| Pos. | Atleta               | Nazione       | Totale | Oro | Argento | Bronzo | Prima medaglia | Ultima medaglia |
| ---- | -------------------- | ------------- | ------ | --- | ------- | ------ | -------------- | --------------- |
| 1    | Martins Dukurs       | Lettonia      | 13     | 12  | 1       | -      | 2010 (O)       | 2022 (O)        |
| 2    | Aleksandr Tret'jakov | Russia        | 8      | 2   | 2       | 4      | 2007 (O)       | 2021 (O)        |
| 3    | Tomass Dukurs        | Lettonia      | 8      | 1   | 4       | 3      | 2007 (B)       | 2020 (A)        |
| 4    | Andi Schmid          | Austria       | 5      | 1   | 4       | -      | 1984 (A)       | 1988 (A)        |
| 5    | Kristan Bromley      | Gran Bretagna | 4      | 3   | 1       | -      | 2004 (O)       | 2009 (A)        |
| 6    | Nico Baracchi        | Svizzera      | 4      | 3   | -       | 1      | 1983 (B)       | 1986 (O)        |
| 7    | Frank Rommel         | Germania      | 4      | 1   | 2       | 1      | 2006 (A)       | 2014 (B)        |
| 7    | Gregor Stähli        | Svizzera      | 4      | 1   | 2       | 1      | 2003 (A)       | 2009 (B)        |
| 9    | Gert Elsässer        | Austria       | 3      | 2   | 1       | -      | 1981 (O)       | 1983 (A)        |
| 10   | Alain Wicki          | Svizzera      | 3      | 2   | -       | 1      | 1983 (O)       | 1988 (O)        |